# Ossun
Ossun ist eine französische Gemeinde im Département Hautes-Pyrénées in der Region Okzitanien. Sie liegt im Arrondissement Tarbes und Hauptort des Kantons Ossun.
Ossun hat 2.352 Einwohner (Stand 1. Januar 2022) auf 27,59 Quadratkilometern und liegt etwa 9,5 Kilometer südwestlich von Tarbes in der Bigorre. Der Bahnhof der Gemeinde liegt an der Bahnstrecke Toulouse–Bayonne. Der internationale Flughafen Lourdes-Tarbes liegt zum wesentlichen Teil im Gemeindegebiet.
Im Gemeindegebiet entspringen die Flüsse Gabas und Souy, dessen späterer Zufluss Mardaing ebenfalls die Gemeinde durchquert.
Ossun ist einer der Orte, in denen die Brüder und Schwestern der Gemeinschaften von Jerusalem wegen der Nähe zu Lourdes sich niedergelassen hat.

## Geschichte
Eine prähistorische Nekropole befindet sich im Gemeindegebiet. Zahlreiche Tumuli wurden 1964 zerstört.

## Sehenswürdigkeiten
- Haus der Gemeindeverwaltung

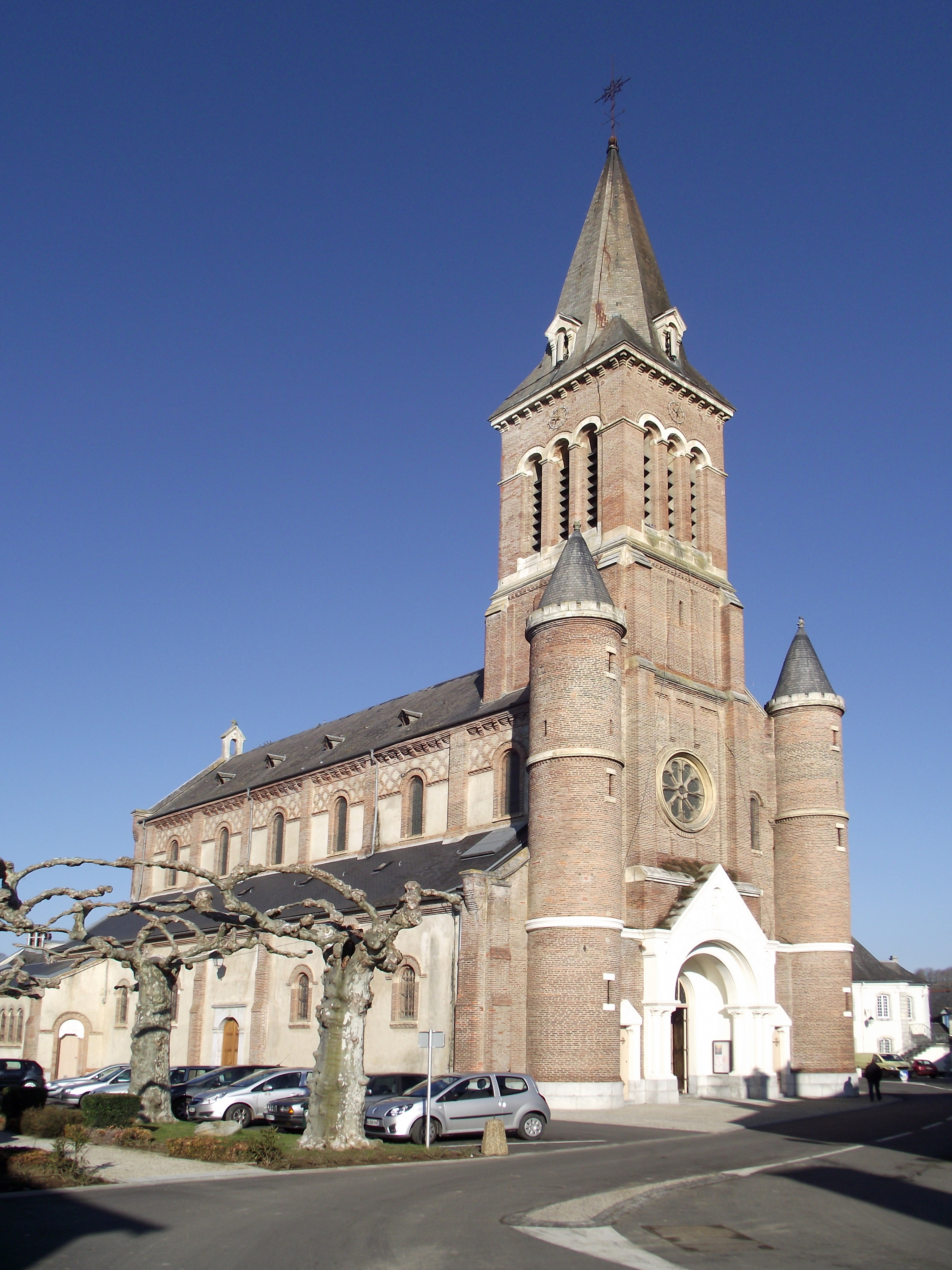
Kirche Saint-Blaise
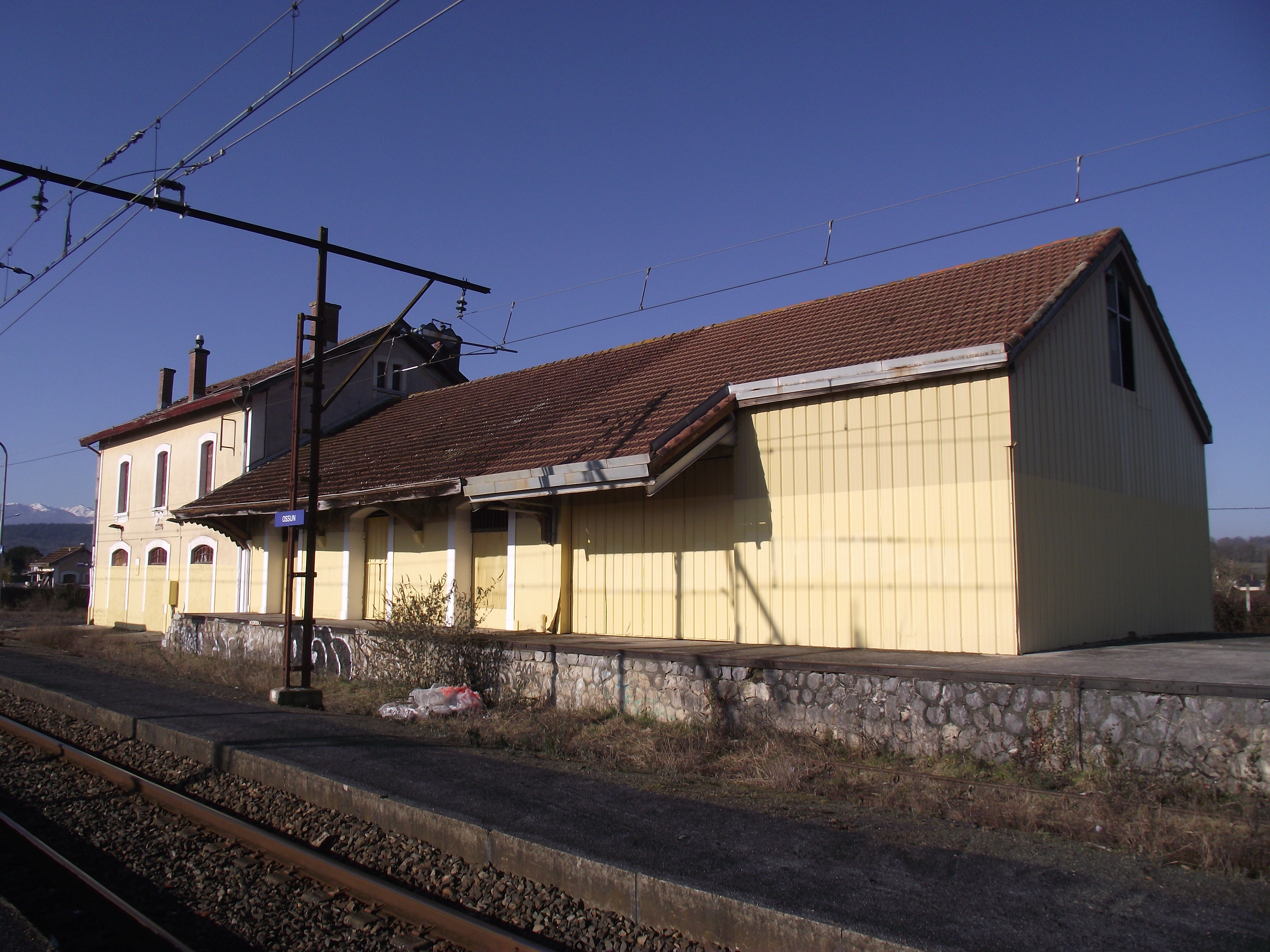
Bahnhof von Ossun

- Kapelle Saint-Joseph
- Kapelle Notre-Dame de Bellau
- Brücke Bellau
- Der Camp de César

- Kirche Saint-Blaise
- Bahnhof von Ossun

## Persönlichkeiten
- Paul Guth (1910–1997), Schriftsteller
- Robert Morane (1886–1968), Ingenieur und Flugpionier